# Wetenschappelijk Instituut voor het CDA
Het Wetenschappelijk Instituut voor het CDA is het wetenschappelijk bureau van het CDA. Het verricht studies naar politieke vraagstukken die uitstijgen boven de discussies van alledag. Daarover adviseert het Wetenschappelijk Instituut voor het CDA gevraagd en ongevraagd.
Het Wetenschappelijk Instituut is onafhankelijk. Het ontwerpt zijn onderzoeksprogramma in dialoog met het CDA en zijn volksvertegenwoordigers. Het Wetenschappelijk Instituut geeft het blad Christen Democratische Verkenningen uit. Pieter Jan Dijkman is directeur van het Instituut en Aart Jan de Geus voorzitter.

## Ontstaan
De stichting Wetenschappelijk Instituut voor het CDA is opgericht op 15 december 1977. Oud-Europarlementariër Arie Oostlander, oud-senator Jos van Gennip en oud-minister Ab Klink waren directeur van het instituut en oud-premier Jan Peter Balkenende werkte jarenlang bij het WI. In de statuten van het WI staat het doel omgeschreven. Het instituut heeft als doel het (doen) verrichten van wetenschappelijke arbeid ten behoeve van het CDA op basis van de grondslag van het CDA en in aansluiting op het Program van Uitgangspunten. Het instituut geeft gedocumenteerde adviezen over de hoofdlijnen van het beleid, hetzij op eigen initiatief of op verzoek van het CDA en/of van de leden van het CDA in vertegenwoordigende lichamen.
Het WI heeft een eigen bestuur. Ook kent het een Stichtingsraad waarin vertegenwoordigers van de provinciale CDA-afdelingen en diverse geledingen van het CDA zijn vertegenwoordigd. De rapporten van het WI vormen daarom een belangrijk deel van het werk. De onderwerpen van de rapporten worden in overleg met de partij en Eerste en Tweede Kamer fractie gekozen. Het jaarplan wordt door het bestuur vastgesteld. De directie voert het verder uit.

## Publicaties
De tweede belangrijke pijler van het WI is het kwartaaltijdschrift Christen Democratisch Verkenningen. Het tijdschrift verschijnt vier per jaar en heeft een eigen redactie. Ieder CDV-nummer is gewijd aan een specifiek thema en heeft een eigen kernredactie. Marc Janssens is hoofdredacteur van CDV. Uitgeverij Boom is verantwoordelijk voor de uitgifte van het blad. Ook bewaakt het WI het erfgoed van de christendemocratie en is betrokken als adviseur bij het Partijbestuur en het verkiezingsprogramma.
Publicaties van het WI worden op een persconferentie of bijeenkomst gepresenteerd. Voor de rapporten wordt geput uit de kennis en expertise die in de partij beschikbaar is. In de regel kent een rapport een begeleidingscommissie of klankbordgroep. Daarin zitten deskundigen en een woordvoerder uit de Eerste en Tweede kamer. 
Verder organiseert het WI samen met het CDJA drie keer per jaar het Jong WI. Talentvolle wetenschappelijk geïnteresseerde CDJA-ers krijgen de gelegenheid toe te treden en te discussiëren met elkaar over politieke en maatschappelijke onderwerpen op basis van een  recent rapport of nummer van CDV. 
Het WI is een betrekkelijk klein instituut waar in totaal zes medewerkers (inclusief ondersteuning) werken. Rondom het WI bestaat een netwerk van mensen die bijdragen aan het versterken van het christendemocratische gedachtegoed. Dat gebeurt via bijdragen op symposia, artikelen in CDV, bijzondere publicaties, begeleidingscommissies en artikelen.
Met het CDA en CDJA is het WI verantwoordelijk voor de Jan Peter Balkenende Award die sinds 2012 wordt toegekend aan een talentvolle jongere die op bijzondere wijze heeft bijgedragen aan de christendemocratie. Paul Schenderling mocht in 2012 de eerste award in ontvangst nemen. Ook stelt het WI sinds 2011 vijfjaarlijks de Savornin Lohman prijs beschikbaar voor een proefschrift met een bijzondere bijdrage voor de christendemocratie. Er wordt nauw samengewerkt met het Wilfried Martens Centre for European Studies, het Europese WI dat gelieerd is aan de Europese Volkspartij in Europa. 
Het WI houdt kantoor op de derde verdieping van het CDA-bureau aan het Buitenom 18 in Den Haag. Het kantoor is een Haags rijksmonument en ligt op twintig minuten lopen van het Tweede Kamergebouw. 
Naast reguliere bronnen zoals de subsidieregeling politieke partijen (afhankelijk van het aantal Kamerzetels) is het WI afhankelijk van donaties e.d.